# Rec. 2020

三角形のRec. 2020（UHDTV）色空間と、原色を示すCIE 1931色度図。Rec. 2020は白色点としてD65光源を使用する。

ITU-R勧告BT.2020（より一般的には短縮形のRec. 2020ないしBT.2020として知られている）は、標準ダイナミックレンジビデオや広色域（WCG）を備えた超高精細テレビ（UHDTV）の様々な側面を定義しており、これには画面解像度、プログレッシブ・スキャンのフレームレート、ビット深度、原色点、RGBおよび輝度色差色表現、クロマ・サブサンプリングおよび光電変換関数などが含まれている。
Rec. 2020の最初のバージョンは、2012年8月23日に国際電気通信連合（ITU）のウェブサイトに掲載され、それ以降、さらに2つの版が公開されている。Rec. 2020はRec. 2100でいくつかの点が拡張されている。

## 技術的詳細

### 解像度
Rec. 2020では3840 x 2160（4K）および7680 x 4320（8K)の2つの標準画像フォーマットが定義されている。このどちらも16:9の画面アスペクト比および正方画素を採用している。

### フレームレート
Rec. 2020では以下のフレームレートが指定されている：120p、119.88p、100p、60p、59.94p、50p、30p、29.97p、25p、24p、23.976p。プログレッシブ・スキャンのフレームレートのみが許容されている。

### デジタル表現
Rec. 2020ではサンプルあたり10ビットおよび12ビットのビット深度が定義されている
。
サンプルあたり10ビットのRec. 2020では黒レベルはコード64と定義され、公称白ピークはコード940と定義されたビデオレベルを用いる。コード0-3および1,020-1,023はタイミング基準として用いられる。コード4から63は黒レベルより下のビデオデータを表し、コード941から1,019は公称白ピーク以上のビデオデータを表している。
サンプルあたり12ビットのRec. 2020では黒レベルはコード256と定義され、公称白ピークはコード3760と定義されたビデオレベルを用いる。コード0−15および4,080-4,095はタイミング基準として用いられる。コード16から255は黒レベルより下のビデオデータを表し、コード3,761から4,079は公称白ピーク以上のビデオデータを表している。

### システム色度
| 色空間        | 白色点 | 白色点 | 原色  | 原色  | 原色 | 原色  | 原色  | 原色  |
| 色空間        | xW     | yW     | xR    | yR    | xG   | yG    | xB    | yB    |
| ------------- | ------ | ------ | ----- | ----- | ---- | ----- | ----- | ----- |
| ITU-R BT.2020 | 0.3127 | 0.3290 | 0.708 | 0.292 | 0.17 | 0.797 | 0.131 | 0.046 |

Rec. 2020（UHDTV/UHD-1/UHD-2）の色空間はRec. 709（HDTV）では表現できない色を再現できる。Rec. 2020で使用されるRGBの原色は、原色を示すCIE 1931分光軌跡上の単色光源に一致している。Rec. 2020の原色の波長は赤が630nm、緑が532nm、青が467nmである。CIE 1931 色空間のカバー率は、Rec. 2020色空間が75.8%をカバーし、DCI-P3デジタルシネマ色空間が53.6%、Adobe RGBが52.1%でRec. 709が35.9%である。
Rec. 2020色空間の開発中に、変換回路を使用せずにディスプレイにRec. 2020色空間を表示できるように想像上の色ではなく、実際の色を使うことが決定された。色空間が大きくなると色と色の差が大きくなるため、色表示の精度をRec. 709同等以上にするために1サンプルあたりの表示ビット数を1ビット増やすことが必要となった。
NHKは、以前にデジタルシネマのビット深度を決定するために使用されたバーテンの式を用いて、Rec. 2020色空間のコントラスト感度を測定した。Rec. 2020色空間でのサンプルあたり11ビットは、全ての輝度範囲で輝度の1段階の違いを識別する機能である視覚変調閾値を下回っている。NHKはUHDTVシステムであるスーパーハイビジョンシステムにサンプルあたり12ビットのRGBの使用を計画している。

### 伝達特性
Rec. 2020はガンマ補正のために、（12ビットでのみ）より高い精度でパラメーターが与えられていることを除けばRec. 709と同じ非線形伝達関数を定義している。
{\displaystyle E^{\prime }={\begin{cases}4.5E&0\leq E<\beta \,\!\\\alpha \,\!E^{0.45}-(\alpha \,\!-1)&\beta \,\!\leq E\leq 1\end{cases}}}
- ここで、E はカメラに入射する光の強度に比例しており、E′ は非線形信号に対応している
- ここで、 α = 1 + 5.5 * β  ≈ 1.09929682680944 および β ≈ 0.018053968510807 （これらの値は、暗部の直線と、それ以外の曲線を滑らかに接続するため選択された）

この規格では実用的な目的で次のα およびβ の値を使用できるとしている：
- サンプルあたり10ビットのシステムでは α = 1.099  および β = 0.018 （Rec. 709で与えられた値）
- サンプルあたり12ビットのシステムでは α = 1.0993 および β = 0.0181

Rec. 2020の伝達関数はエンコーディングでも使用することができるが、ほとんどのプロダクションではITU-R BT.1886勧告で定義されているガンマ2.4の伝達関数と等価な見た目となる、ITU-R BT.2035勧告で定義された評価をされるリファレンスモニターを使用することが予想されている。

### RGBおよび輝度色差形式
Rec. 2020はフル分解能の4:4:4サンプリングのRGBおよび輝度色差信号形式と、4:2:２および4:2:0クロマ・サブサンプリングの輝度色差形式を許容している。YCrCbおよびICTCP（YcCbcCrc）の2種類の輝度色差信号をサポートしている。
YCbCrは既存のSDTVおよびHDTVの運用方法との互換性が最優先とする場合に使用されることがある。YCbCrでの輝度（Y'）信号はガンマ補正されたRGB値（R'G'B'と記述）の加重平均 Y′ = KR⋅R′ + KG⋅G′ + KB⋅B′ として計算され、加重係数は KR = 0.2627, KG = 1−KR−KB = 0.678 および KB = 0.0593 である。同様の手法で、YCbCrの色差コンポーネントは C′B = 0.5⋅(B′−Y′)/(1−KB) = (B'−Y′)/1.8814 および C′R = 0.5⋅(R′−Y′)/(1−KR) = (R′−Y′)/1.4746 として計算され、デジタル表示ではY′, C′B, および C′R 信号は定数を用いてスケーリングおよびオフセットされ、整数に丸められる。
ICTCP構成は「定輝度」輝度色差表示である。ICTCPは輝度情報を正確に保持することが最優先される場合に使用される。ICTCPの輝度信号はYCbCrでと同じ係数で計算されるが、ガンマ補正後のRGBからではなく、Y′ = (KR⋅R + KG⋅G + KB⋅B)′ とリニアなRGBから計算されてからガンマ補正される。ICTCPの色差コンポーネントはY'、B'およびR'信号からB'-Y'およびR'-Y'の範囲に依存した式で計算される。

## 実装
HDMI 2.0はRec. 2020色空間をサポートしている。HDMI 2.0は2160pの解像度で24/25/30fpsのフレームレートでサンプルあたり12ビットのRGBないし、2160pの解像度で50/60fpsのフレームレートでサンプルあたり12ビットのYCbCrを伝送することができる。
Rec. 2020色空間はH.264/MPeg-4 AVCおよびH.265/HEVCでサポートされている。HEVCの主要10プロファイルは民生応用向けにHEVCに10ビットプロファイルの追加を提案したJCTVC-K0109をもとに追加された。この提案は、これがビデオ品質の向上を可能にし、UHDTVで使用されるRec. 2020色空間をサポートするためであると述べている。
2013年9月11日、ViXSシステム社は60fpsでの4K解像度、HEVCの主要10プロファイルおよびRec. 2020色空間をサポートするXCode 6400 SoCを発表した。

### 2014年
2014年5月22日、Nanosysは量子ドット・エンハンスト・フィルム（QDEF）を使用して、現行の液晶テレビをRec. 2020色空間の91%をカバーするように改良したと発表した。Nanosysの技術者は、液晶ディスプレイのカラー・フィルターを改良すればRec. 2020色空間の97%をカバーする液晶パネルを作ることができると考えている。
2014年9月4日、キヤノンは、自社のカメラEOS C500およびEOS C500 PLおよび4KディスプレイDP-V3010にRec. 2020色空間のサポートを追加するファームウェアアップグレードを公開した。
2014年9月5日、ブルーレイ・ディスク・アソシエーションは、将来の4Kブルーレイ・ディスクで60fpsまでのフレームレートで4K UHD（3840x2160解像度）ビデオのサポートを明らかにした。この規格では高効率ビデオ・エンコーディング（HEVC）を用いてビデオ信号をエンコードする。4Kブルーレイ・ディスクは色深度を1色あたり10ビットとすることで、より高いダイナミックレンジと、Rec. 2020色空間が使用する、より広い色域の両方をサポートする。4Kブルーレイ仕様では3種類のディスクサイズが用意されており、それぞれに50GB（82Mbit/s）、66GB（108Mbit/s）、100GB（128Mbit/s）のデータレートが設定されている。最初のUltra HD Blu-rayのタイトルが4つのスタジオから2016年3月1日に正式に公開された。
2014年11月6日、GoogleはVP9へのRec. 2020色空間のサポートを追加した。
2014年11月7日、DivXの開発者はDivX265 version 1.4.21がHEVCの主要10プロファイルおよびRec. 2020色空間のサポートを追加したと発表した。
2014年12月22日、アビッド・テクノロジーはMedia Composerに4K解像度、Rec. 2020色空間およびDNxHDコーデックを使用して最高3,730Mbit/sまでのビットレートのサポートを追加するアップデートを公開した。

### 2015年
2015年1月6日、MHLコンソーシアムは120fpsでの8K解像度、48ビット・ビデオ、Rec. 2020色空間、高ダイナミックレンジのサポート、32ピンリバーシブルのsuperMHLコネクターおよび最大40ワットまでの充電をサポートするsuperMHLのリリースを発表した。
2015年1月7日、Atemeは自社のTITANファイル・ビデオ・プラットフォームへのRec. 2020色空間のサポートを追加した。
2015年3月18日、ArriはArri Alexa・カメラのSXTラインへの4K解像度およびRec. 2020色空間でのApple ProRes記録のサポートを発表した。
2015年4月8日、キヤノンはRec. 2020色空間をサポートする4KディスプレイDP-V2410およびカメラEOS C300 Mark IIを発表した。
2015年5月26日、NHKはRec. 2020色空間の98%をカバーする半導体レーザー・バックライトを用いた4K液晶ディスプレイを発表した。レーザーの使用はほぼ単色光の生成を可能にした。NHKはこの4K液晶ディスプレイの発表時点で、世界で最も広い色域を有するディスプレイであると述べている。
2015年6月17日、Digital Projection InternationalはRec. 2020色空間をサポートする4K LEDプロジェクターを提示した。

### 2016年
2016年1月4日、UHDアライアンスはRec. 2020色空間のサポートを含むウルトラHDプレミアムの使用を発表した。
2016年1月27日、VESAはDisplayPort version 1.4がRec. 2020色空間をサポートすると発表した。
2016年4月17日、ソニーはRec. 2020色空間をサポートする55インチ4K OLEDディスプレイを展示した。
2016年4月18日、Rec. 2020色空間のサポートを含むウルトラHDフォーラムはUHDフェーズAの業界ガイドラインを発表した。

### 2017年
SIDディスプレイ・ウィーク2017で、AUOはRec. 2020色空間の95%を表示可能な5インチ折り畳み720p HD AMOLEDディスプレイを展示した。720pはRec. 2020の使用にはないが、色空間カバー率は特記すべきものである。
ウルトラHDフォーラムのUHDフェーズAガイドラインには、Rec. 709とRec. 2020の両方の色域に基づく10ビット深度のSDR形式と、2017年までにサポートが開始されるRec. 2100のHDR10およびHLG10形式の両方が含まれていた。

### 2018年
SIDディスプレイ・ウィーク2018で、いくつもの企業がRec. 2020色空間の90％以上をカバー可能なディスプレイを展示した。JDIはRGBレーザー・バックライト・システムを使用した、自社の17.3インチLCD 8K放送ようモニターの改善を展示した。これによってRec. 2020色空間の97%を表現可能となった。

## Rec. 2100
Rec. 2100は、HDTV 1080pおよび、4K/8K UHDTV解像度両方向けのハイダイナミックレンジ（HDR）フォーマットを定義する、2016年7月に発表されたITU-R勧告である。これらのフォーマットはRec. 2020と同一の原色色度点を使用しているが、HDRでの使用のためにことなる伝達関数を使用している。Rec. 2100ではRec. 2020のICTCP形式をサポートしていない。